# Mechnice (Dąbrowa)
Mechnice (dt. Muchenitz, 1936–45 Moosdorf) ist eine Ortschaft in Oberschlesien. Das Dorf liegt in der Gemeinde Dambrau (Dąbrowa) im Powiat Opolski (Kreis Oppeln) in der Woiwodschaft Oppeln in Polen.

## Geographie

### Geographische Lage

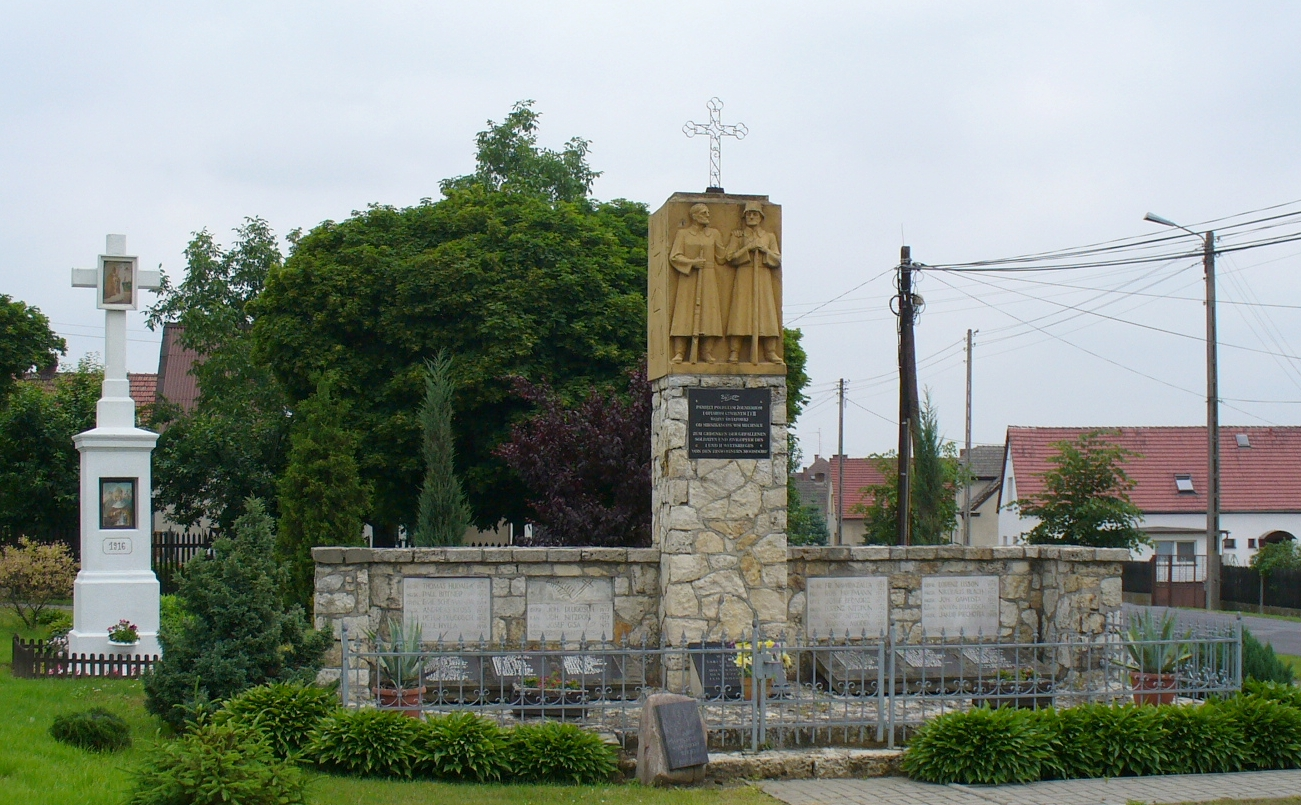
Gefallenendenkmal

Mechnice liegt im Westen der historischen Region Oberschlesien. Das Dorf liegt ca. sieben Kilometer südöstlich vom Gemeindesitz Dambrau und sechs Kilometer westlich von der Kreisstadt und Woiwodschaftshauptstadt Opole (Oppeln). Mechnice liegt in der Nizina Śląska (Schlesische Tiefebene) innerhalb der Równina Niemodlińska (Falkenberger Ebene).
Durch das Dorf verläuft die Droga wojewódzka 435. Nördlich des Dorfes verläuft die Bahnstrecke Opole–Brzeg.

### Nachbarorte
Nachbarorte von Mechnice sind im Norden Wrzoski (Wreske), im Osten Żerkowice (Zirkowitz), im Süden Komprachcice (Comprachtschütz) und im Westen Chróścina (Chrosczinna). 

## Geschichte
Muchenitz wurde 1228 erstmals als Nennichen urkundlich erwähnt. 1279 wurde der Ort als Mechnice erwähnt.
Nach dem Ersten Schlesischen Krieg 1742 fiel Muchenitz mit dem größten Teil Schlesiens an Preußen.
Nach der Neuorganisation der Provinz Schlesien gehörte die Landgemeinde Muchenitz ab 1818 zum Landkreis Oppeln im Regierungsbezirk Oppeln. 1845 bestanden 51 Häuser. Im gleichen Jahr lebten in Muchenitz 293 Menschen, davon einer evangelisch. 1855 lebten 408 Menschen im Ort. 1865 zählte das Dorf vier Bauer, 22 Halbbauern, vier Gärtner, neun Ackerhäusler, 15 Anglerhäusler und zehn Einlieger. 1874 wurde der Amtsbezirk Chrosczinna gegründet, welcher aus den Landgemeinden Bowallno, Chrosczinna, Muchenitz und Wreske und dem Gutsbezirk Chrosczinna bestand. 1885 zählte Muchenitz 603 Einwohner.
Bei der Volksabstimmung in Oberschlesien am 20. März 1921 stimmten 295 Wahlberechtigte für einen Verbleib bei Deutschland und 138 für die Zugehörigkeit zu Polen. 1933 zählte Muchenitz 934 Einwohner. Am 19. Mai 1936 wurde der Ort in Moosdorf umbenannt. 1939 lebten 1020 Menschen in Moosdorf. Bis Kriegsende 1945 gehörte der Ort zum Landkreis Oppeln.
Bis Kriegsende 1945 gehörte der Ort zum Landkreis Oppeln. Danach kam der bisher deutsche Ort unter polnische Verwaltung, wurde in Mechnice umbenannt und der Gmina Wroszki angeschlossen. 1950 kam der Ort zur Woiwodschaft Oppeln. Mit Auflösung der Gmina Wrzoski kam Mechnice 1952 zur Gmina Chróścina. 1975 erfolgte der Anschluss zur Gmina Dąbrowa. 1999 kam der Ort zum wiedergegründeten Powiat Opolski.

## Sehenswürdigkeiten
- Denkmal für die Gefallenen des Ersten und Zweiten Weltkrieges
- Dreistöckige Glockenkapelle aus Backstein an der ul. Górna
- Wegekreuz von 1916

## Vereine
- Fußballverein LZS Mechnice
- Deutscher Freundschaftskreis